# Pure and Applied Chemistry
Pure and Applied Chemistry è una rivista accademica che si occupa di chimica.
È la rivista ufficiale della IUPAC. Nel 2014 il fattore d'impatto della rivista era di 2,492.